# لوئیجی مونتابونه
لوئیجی مونتابونه (به ایتالیایی: Luigi Montabone) (زاده ؟، درگذشته ۱۸۷۷) یک پیشگام عکاسی  در ایتالیا بود که آوازه‌اش بیشتر برای آلبومی است که با عنوان «خاطرات سفر به ایران از سوی گروه نمایندگی ایتالیا در سال ۱۸۶۲» (به ایتالیایی: "Ricordi del viaggio in Persia della missione italiana del 1862") چاپ و پخش کرده است. 
لوئیجی مونتابونه همچنین یکی از پیشگامان هنر عکاسی در ایران به شمار می‌رود. این عکاس در دوران ناصرالدین شاه قاجار نزدیک به چهار سال در ایران زندگی کرد و به عکاسی از دربار و جاهای دیدنی شهرهای ایران همچون تهران و تبریز پرداخت. 

## زندگی‌نامه
تاریخ زایش مونتابونه دانسته نیست. وی در سال 77-1276 قمری معادل با سال ۱۸۵۶ میلادی استودیوی عکاسی خود را در تورین گشود. مونتابونه از سال ۱۸۵۶ تا زمان مرگش به فعالیت حرفه‌ای سرگرم بود. او کار خود را با گشایش چند استودیو در رم، فلورانس، تورین و میلان به اوج رساند. آلبوم او «خاطرات سفر به ایران از سوی گروه نمایندگی ایتالیا در سال ۱۸۶۲» که در کتابخانه سلطنتی تورین نگهداری می‌شود دربردارنده بیش از هفتاد عکس تاریخی از چهره‌های دربار و چشم‌اندازهایی از قفقاز، گرجستان، ارمنستان و ایروان و سرانجام جای‌های گوناگون ایران است. دستاورهای تصویری مونتابونه در نمایشگاه بین‌المللی پاریس (۱۸۶۷) جایزه دریافت کرد و در نمایشگاه تورین به نمایش گذاشته شد. 
لوئیجی مونتابونه در سال ۱۸۷۷ میلادی درگذشت. 

### سفر به ایران
لوئیجی مونتابونه که در سال ۱۸۶۲ میلادی در کنار یک هیئت سیاسی ایتالیایی به ایران آمد. او در این سفر عکس‌های بسیاری از ایران گرفت. عکس‌هایی از ناصرالدین شاه، فرزندش مظفرالدین شاه، تخت مرمر، سربازان گارد شاه در نیاوران، تجریش و کاخ‌های سلطنتی. او همچنین عکس‌های فراوانی از دروازه‌ها، بازار، بناهای قدیمی فراهم کرده است. ناصرالدین شاه که چهار سال پیش از این تاریخ با بکارگماری یک عکاس فرانسوی به نام فرانسیس کارلهیان زمان زیادی را به آموختن عکاسی سپری می‌کرد، توجه بیشتری به عکاس این هیئت کرد و بارها در برابر دوربین لوئیجی مونتابونه قرار گرفت. عکس‌های دیگر او با درونمایه‌هایی از چشم‌اندازهای شهری، فرهنگ اجتماعی مردم، بناهای تاریخی، مرمت و بازسازی بناها و پوشش مردم، سلسله‌مراتب اجتماعی و طبقاتی مردم و مشاغل، فضاهای مختلف که نشانگر ارزش و رتبه شغلی وخانوادگی آنها است عکاسی شده است.
آلبوم سفر او به ایران در برگیرنده بیش از هفتاد قطعه عکس است که با اندک تفاوتی در عکسها در سه نسخه به چاپ رسیده‌اند. دو نسخه از آن در گنجینه کاخ گلستان است که ۶۲ قطعه عکس دارد و یک آلبوم که در موزه مارچیانای شهر ونیز نگهداری می شود.
چندی پیش نمایشگاهی از عکسهای قاجاری این عکاس در ایتالیا به نمایش در آمد. نکته جالب درباره این عکس‌ها رنگی بودن برخی از آنها بود. گویی مونتابونه شماری از عکس‌های خود را رنگ‌آمیزی کرده بود که در نوع خود نوآوری تازه‌ای به شمار می رفته است.

## یادبود
در سال ۱۳۸۶ مجموعه عکس‌های لوئیجی مونتابونه در کتابی با عنوان "ایران عصر قاجار از دید مونتابونه عکاس ایتالیایی" به کوشش مژگان طریقی گردآوری و با بازخوانی و تصحیح ایرج افشار به چاپ رسیده است.
در بهار سال ۱۳۹۲ نیز بزرگداشتی با عنوان «شب عکاس ایتالیایی لوئیجی مونتابونه» از سوی مجله بخارا برگزار شد.
چندی پیش نمایشگاهی از عکسهای قاجاری این عکاس در ایتالیا به نمایش در آمد.